# Професионалац (позоришна представа)
Професионалац је српска позоришна представа Звездара театра коју је режирао Душан Ковачевић. Бата Стојковић је представу одиграо 416 пута од тога 138 пута на гостовањима, коју је видело укупно 134.886 посетилаца. Представа је играна од 10. јануара 1990. до 13. фебруара 2002. године. Због велике популарности представе 2003. је сниман истоимени филм.

## Улоге
| Глумац                | Улога              |
| --------------------- | ------------------ |
| Данило Бата Стојковић | Лука Лабан         |
| Богдан Диклић         | Теодор „Теја“ Крај |
| Неда Арнерић          | Секретарица Марта  |
| Иван Јанковић         | Нормалан лудак     |

## Награде и признања
- Душан Ковачевић, награда "Вечерњих новости" за најбољи текст на данима комедије у Светозареву
- Стеријина награда Данилу - Бати Стојковићу на југословенским позоришним играма 1990.
- Статуета „Ћуран“ за најбољу улогу на данима комедије 1990.
- Статуета "Јованче Мицић" за најбољу комедију на данима комедије 1990.
- Добричин прстен Данилу - Бати Стојковићу
- Награда Јоаким Вујић Данилу - Бати Стојковићу
- Награда "Златни смех" на Данима сатире у Загребу Данилу - Бати Стојковићу
- Годишња награда за 1990. Фонда за културу Београда Данилу - Бати Стојковићу
- Специјална награда града Шапца поводом сусрета "Љубише Јовановића"